# Vibe Mundial
Vibe Mundial é uma emissora de rádio brasileira da cidade de São Paulo, capital do estado homônimo. A emissora opera nas frequências AM 660 kHz, FM 83,1 MHz e 95.7 MHz, sendo as duas primeiras, concessionadas em Santa Isabel, e a última, em Jundiaí. 
Pertence à Rede Mundial de Comunicações, controlada pelo empresário Paulo Masci de Abreu. Seus estúdios estão localizados no Edifício The Central Park, no Espigão da Paulista, onde funcionam os demais veículos da Rede Mundial. Seus transmissores para o AM 660 e o FM 83,1 estão no bairro Parque Piratininga, em Guarulhos, e os dos 95,7 FM estão no alto da Serra do Japi, em Jundiaí.
Sua programação é voltada ao esoterismo e à autoajuda.

## História
Iniciou suas transmissões  em abril de 1993, sob a denominação de Rádio Difusora AM, na frequência 660 kHz, com uma programação musical e informativa. Dois anos depois, em 1995, a emissora passou a se chamar Rádio Mundial, e o destaque da programação passaram a ser os programas voltados às comunidades de origem estrangeira (portuguesa, francesa, judaica, italiana, japonesa etc), além das atrações de autoajuda e esotéricos. Em 1.º de novembro de 1999, a emissora passa a transmitir em FM, pela frequência 95,7 MHz.

Logotipo da emissora utilizado até 2019

Na história da emissora, passaram diversos nomes vinculados ao meio esotérico e ao espiritualismo, como o médium Luiz Gasparetto, a monja Coen Rōshi e a sensitiva Márcia Fernandes.
Em 23 de setembro de 2019, a Rádio Mundial passou a ser denominada como Vibe Mundial.
A emissora iniciou suas transmissões na frequência 83,1 MHzdo FM estendido em dezembro de 2022.Em 28 de fevereiro de 2024, com a estreia da rádio Apollo nas frequências de 660 kHz e 98,1 MHz, a emissora passou a transmitir apenas em 95,7 MHz.